# Scusa a a a
Scusa a a a è un singolo del rapper italiano Random, pubblicato il 10 gennaio 2020 come terzo estratto dall'EP Montagne russe.

## Tracce
1. Scusa a a a – 3:00